# 2MASS J10170754+1308398
2MASS J10170754+1308398 ist ein etwa 20 Parsec von der Erde entfernter Brauner Zwerg im Sternbild Löwe. Er wurde 2003 von Kelle L. Cruz et al. entdeckt. Er gehört der Spektralklasse L2 an. Seine Position verschiebt sich aufgrund seiner Eigenbewegung jährlich um 0,11 Bogensekunden.